# Rachicerus amorosus
Rachicerus amorosus är en tvåvingeart som beskrevs av Akira Nagatomi 1982. Rachicerus amorosus ingår i släktet Rachicerus och familjen vedflugor.
Artens utbredningsområde är Laos. Inga underarter finns listade i Catalogue of Life.